# Niemals satt
Niemals satt (Untertitel: Über den Hunger aufs Leben und 182 Kilo auf der Waage) ist ein am 7. April 2022 veröffentlichtes Buch von Jan Gorkow unter dessen Spitznamen Monchi. Das Buch erschien bei Kiepenheuer & Witsch. Das autobiografische Sachbuch vom Sänger von Feine Sahne Fischfilet thematisiert Gorkows Essstörung und sein daraus resultierendes extremes Übergewicht. Es erreichte eine Woche nach Veröffentlichung Platz 1 der Spiegel-Bestsellerliste.

## Inhalt
In mehreren Kapiteln schildert Jan Gorkow in deutlicher Sprache und indem er den Leser direkt anspricht und duzt seinen Kampf gegen sein seit seiner Jugend entstandenes Übergewicht. Dabei denkt er über seine Einstellung gegenüber der Ernährung nach und beschreibt, wie er während der COVID-19-Pandemie insgesamt 65 Kilo abgenommen hat. Sein Abnahmeprozess gelang ihm durch eine Mischung aus Sport und Intervallfasten. Das Buch bezeichnet er als Selbstbetrachtung und Erfahrungsbericht, nicht als Diät-Ratgeber. Er berichtet über seine Vergangenheit als Ultra von Hansa Rostock, als antifaschistischer Aktivist und als Frontmann der Band Feine Sahne Fischfilet. Im Buch abgedruckt ist ein Brief, den er an seine Eltern schrieb und deren Antwort darauf. Zugleich ist das Buch als eine Art Corona-Tagebuch gehalten. Die Kapitelüberschriften tragen unter anderem die Monatsnamen ihrer Entstehung.

## Entstehungsgeschichte
Das Buch entstand innerhalb einer bereits 2019 von Feine Sahne Fischfilet angekündigten Bandpause, in der keine Auftritte stattfanden. Eher zufällig fiel diese in die Zeit der Corona-Pandemie in Deutschland. Das Buch wurde von einem Lektor begleitet.

## Promotion
Im Anschluss an die Veröffentlichung des Buches ging Jan Gorkow auf Lesereise, wo er zum Teil in einer Badewanne las. Die Lesereise startete am 7. April 2022 im Rostocker Volkstheater. Bei einer Lesung in seiner Heimatstadt Jarmen war auch seine Mutter anwesend, die die Antwort auf seinen Brief vorlas, die im Buch abgedruckt war. Am 19. Mai 2022 sagte Gorkow alle weiteren Termine ab, nachdem anonyme Vorwürfe des Machtmissbrauchs veröffentlicht wurden. Er setzte die Tour im November fort.

## Rezeption
Das Buch erreichte eine Woche nach der Veröffentlichung Platz 1 auf der Spiegel-Bestsellerliste im Bereich Sachbuch. Den ersten Platz erreichte es auch auf der Bestsellerliste des Börsenblatts.
Auf der Seite des NDR urteilte Lenore Lötsch, das Buch läse sich wie „wie ein norddeutsches Kneipengespräch: Die Schimpfwortdichte ist enorm, aber man bleibt einfach gern sitzen bei diesem Typen, der unkorrekt, leidenschaftlich und grundehrlich ist“. Den Stil des Buches verglich sie zum einen mit Wolfgang Herrndorfs Tschick und zum anderen mit Ulrich Plenzdorfs Die neuen Leiden des jungen W.
Laut.de rezensierte das Werk als Buchtipp. Negativ merkte die Seite an, dass Gorkow sich im Buch häufig wiederholen würde.